# سیارک ۱۴۷۶۹۳
سیارک ۱۴۷۶۹۳ (به انگلیسی: 147693 Piccioni، نامگذاری:2005CQ77) صد و چهل و هفت هزار و ششصد و نود و سومین سیارک کشف شده‌است که در ۱۱ فوریه ۲۰۰۵ کشف شد.